# Ujung Taring
Ujung Taring is een bestuurslaag in het regentschap Aceh Timur van de provincie Atjeh, Indonesië. Ujung Taring telt 93 inwoners (volkstelling 2010).